# 西屬西佛羅里達
西屬西佛羅里達（英語：Spanish West Florida）從1783年到1821年一直是西班牙帝國的一個省，1821年它和東佛羅里達都割讓給了美國。
西佛羅里達最初與昔日的英屬西佛羅里達有著相同的邊界。在西佛羅里達之爭中，其大部分土地逐漸被美國併吞。其土地面積最大時，包括現在的路易斯安那州佛羅里達堂區、密西西比州和阿拉巴馬州的最南端以及佛羅里達狹地。而路易斯安那州東南部以及現在的密西西比州和阿拉巴馬州沿海地區在1812年戰爭之前或期間被吞併，構成今天的佛羅里達州直到幾年後才被收購。1822年成為美國佛羅里達領地。

## 歷史
西班牙是第一個殖民佛羅里達半島的歐洲國家，其勢力範圍從古巴向北擴張，並在大西洋沿岸的聖奧古斯丁以及墨西哥灣的彭薩科拉和聖馬科斯建立了長期的定居點。
西班牙在七年戰爭中輸給英國後，西班牙於1763年將其佛羅里達領土割讓給英國。英國隨後將該領土分為兩個殖民地：東佛羅里達，包括以聖奧古斯丁為首府的佛羅里達半島，以及西佛羅里達。並包括根據1763年巴黎條約從法國獲得的部分領土。西佛羅里達從阿巴拉契科拉河延伸至密西西比河，首府彭薩科拉。
1779年，西班牙加入了美國獨立戰爭，站在法國那邊，但不站在十三殖民地這邊。西班牙路易斯安那州總督贝尔纳多·德·加尔维斯領導了一場沿著墨西哥灣沿岸的軍事行動，於1779年從英國手中奪取了巴頓魯治和納奇茲，於1780年奪取了莫比爾，並於1781年奪取了彭薩科拉。
在1783年巴黎和平條約中，英國將佛羅里達殖民地歸還給西班牙。新西班牙總督轄區沒有像1763年之前那樣將佛羅里達作為一個省進行管理，而是保留了東佛羅里達和西佛羅里達。1783年西班牙獲得西佛羅里達時，英國領土的東部邊界是阿巴拉契科拉河，但西班牙於1785年將其向東移至蘇萬尼河。 目的是將聖馬科斯和阿巴拉奇區從東佛羅里達轉移到西佛羅里達。